# Mali Banići
Mali Banići su naseljeno mjesto u općini Čajniču, Republika Srpska, BiH. Zapadno su Stopići, jugoistočno Kukavice, a sjeverozapadno rječica Radojna.
Godine 1985. pripojeni su naselju Todorovićima (Sl.list SRBiH, br.24/85).

## Stanovništvo
| Narod     | Popis 1961. | Popis 1971. | Popis 1981. |
| --------- | ----------- | ----------- | ----------- |
| Hrvati    |             |             |             |
| Muslimani | 12          | 15          | 13          |
| Srbi      | 46          | 40          | 34          |
| ostali    |             |             |             |
| Ukupno    | 58          | 55          | 47          |